# Varilla de policía

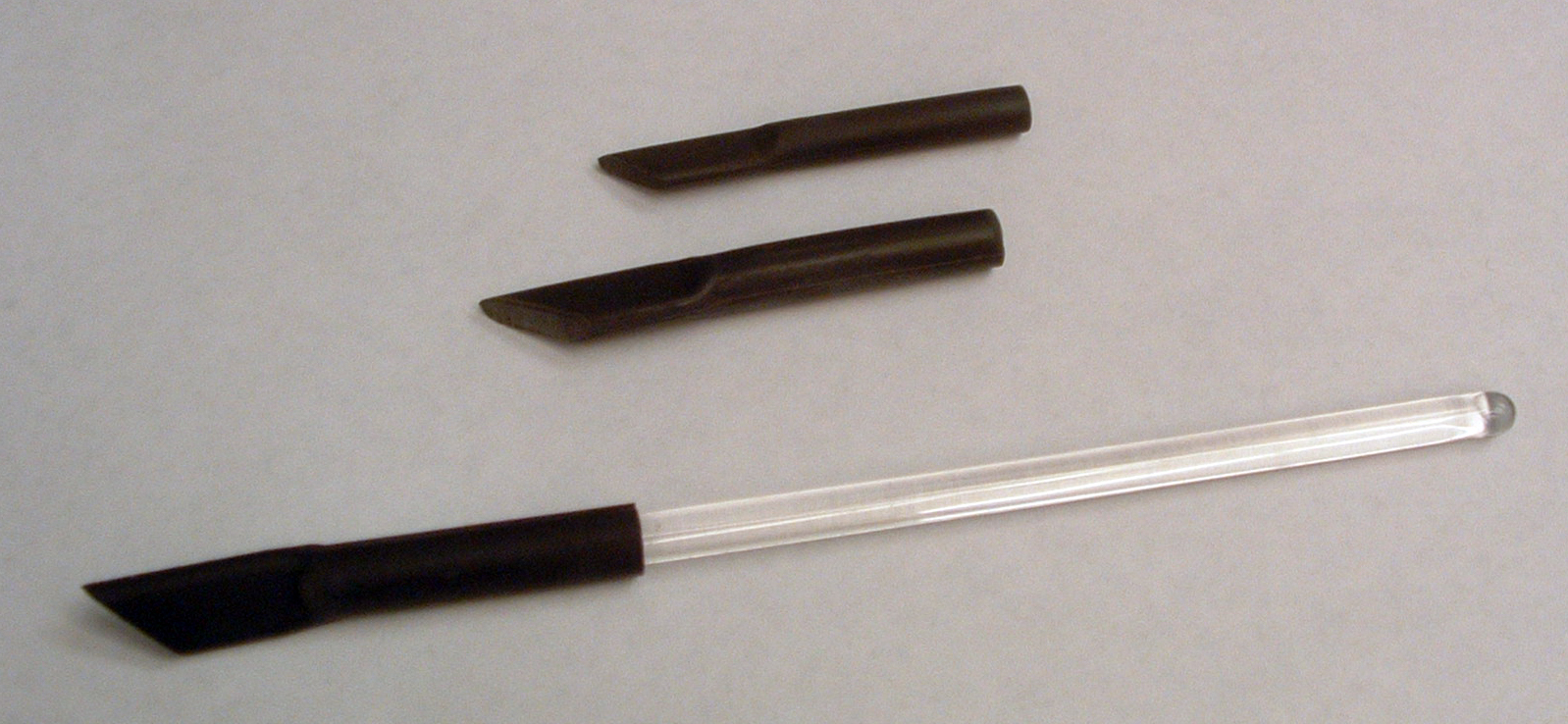
Varila de policía

Una varilla de policía es un raspador flexible o espátula, generalmente de caucho natural, unido a una varilla de vidrio utilizada en los laboratorios de química para la transferencia de residuos sólidos de un precipitado o en superficies de vidrio cuando se realiza un análisis gravimétrico. Las varillas de policía también se fabrican en versiones de una sola pieza de plástico flexible, como teflón, polietileno o polipropileno. No son iguales que los raspadores de goma.
Las varilla de policía también se utilizan en los laboratorios biológicos, para la transferencia de células de tejidos en cultivo desde una placa a una suspensión para, por ejemplo, división de las células o preparación de lisados celulares.
En realidad, el nombre se aplica a la goma que se coloca en el extremo de la varilla y su principal función es evitar rallar el recipiente de vidrio si se rascase directamente con el vidrio.